# 成渝地区
成渝地区，又称成渝城市群、成渝经济区、成渝都市圈或成渝地区双城经济圈，位于长江上游，地处四川盆地，因区域内的两大核心城市——成都市和重庆市（簡稱「渝」）而得名。成渝地区自然禀赋优良、产业基础较好、城镇分布密集、交通体系完整、人力资源丰富，是中国重要的人口、城镇、产业集聚区，是中国西部综合实力最强的地區，也是中國內陸領事館最多的地區。
狭义的成渝地区仅仅是指成渝铁路、成渝高速公路沿线的狭长地带。在《成渝经济区区域规划》中，成渝地区由一个地理区域扩展成为一个经济区域：成渝经济区，包含了四川盆地的绝大部分地区，其中包括重庆市的31个区县和四川省15个市的117个区县市，区域面积为20.6万平方公里，2010年区域常住人口为9140.2万。成渝经济区，特别是作为区域双核的成都市与重庆市，是中国中西部经济最发达和发展速度最快的地区之一。2010年，成渝经济区地区生产总值为2.25万亿元，其中重庆市被纳入成渝经济区的31个区县地区生产总值达7305.3亿元，成都市地区生产总值达5551.3亿元。
在2016年的《成渝城市群发展规划》中提出，成渝城市群是西部大开发的重要平台，是长江经济带的战略支撑，也是国家推进新型城镇化的重要示范区。
2020年，在中央财经委员会第六次会议中提到了成渝地区双城经济圈。
2021年10月20日，《成渝地区双城经济圈建设规划纲要》发布。

## 历史
- 2011年3月1日，中国国务院常务会议讨论并原则通过了《成渝经济区区域规划》；同年5月30日，中国国家发展改革委员会正式印发该规划[5]。根据该规划，到2015年，成渝经济区将建成中国西部地区重要的经济中心，中国重要的现代产业基地，深化内陆开放的试验区，统筹城乡发展的示范区和长江上游生态安全的保障区；地区生产总值占全国的比重达到7%。到2020年，成渝经济区将成为中国综合实力最强的区域之一。
- 2014年3月16日，发改委《国家新型城镇化规划（2014-2020年）》中，除老牌的三大国家级城市群：珠三角城市群、长三角城市群、以京津冀为核心的环渤海城市群之外，将长江中游城市群、中原城市群、成渝城市群、哈长城市群四大区域列入国家级城市群之列。[6] 根据该规划，国家将加快培育这些城市群，使之成为推动国土空间均衡开发、引领区域经济发展的重要增长极。[7]

- 2016年4月12日，国务院印发《关于成渝城市群发展规划的批复》，批复同意《成渝城市群发展规划》[8]，同年4月27日，国家发展和改革委员会、住房和城乡建设部联合印发《成渝城市群发展规划》[9]。

- 2017年，國家批復成立中國（四川）自由貿易試驗區和中國（重慶）自由貿易試驗區，加強了成渝經濟區對外開放力度。

- 2020年1月3日，中央财经委员会第六次会议中指出，要推动成渝地区双城经济圈建设，在西部形成高质量发展的重要增长极。其中首次出现“成渝地区双城经济圈”这一名词，意味着成渝城市群一体化发展上升为国家战略[3]。
- 2021年10月20日，中共中央、国务院印发的《成渝地区双城经济圈建设规划纲要》发布。[4]

## 区域范围

### 成渝经济区
重庆恢复设立中央直辖市的数年后，成渝经济区的前期筹备工作便已展开。2001年，重庆市与四川省共同建立成渝经济区经济合作组织，首批加入的地区包括重庆市的19个区县和四川省的10个市。2005年，又分别有重庆市的4个区县和四川省的4个市加入该合作组织。在2011年5月批复的《成渝经济区区域规划》中，国家发改委将成渝经济区的范围在上述基础范围之上扩大，又纳入了相对原成渝经济区落后，但依然具有较快发展潜力的重庆市的8个区县和四川省的1个市，使成渝经济区的范围扩大到重庆市的31个区县（2011年10月綦江县和万盛区合并后为30个）和四川省的15个市。详细如下列表：
|        | 加入时间 | 加入地区 | 加入地区 | 加入地区 | 加入地区 | 加入地区 | 加入地区 | 加入地区 | 加入地区         | 加入地区         | 加入地区 | 加入地区 | 加入地区 | 加入地区 | 加入地区 | 加入地区 | 加入地区 |  |
| ------ | -------- | -------- | -------- | -------- | -------- | -------- | -------- | -------- | ---------------- | ---------------- | -------- | -------- | -------- | -------- | -------- | -------- | -------- |  |
| 重庆市 | 2001年   | 渝中区   | 大渡口区 | 江北区   | 沙坪坝区 | 九龙坡区 | 南岸区   | 北碚区   | 渝北区           | 巴南区           | 璧山县   | 万盛区   | 双桥区   | 涪陵区   | 长寿区   | 江津区   |          |  |
| 重庆市 | 2001年   | 合川区   | 永川区   | 大足区   | 荣昌区   |          |          |          |                  |                  |          |          |          |          |          |          |          |  |
| 重庆市 | 2005年   | 南川区   | 綦江县   | 潼南区   | 铜梁区   |          |          |          |                  |                  |          |          |          |          |          |          |          |  |
| 重庆市 | 2011年   | 万州区   | 梁平区   | 丰都县   | 开州区   | 云阳县   | 忠县     | 垫江县   | 石柱土家族自治县 | 石柱土家族自治县 |          |          |          |          |          |          |          |  |
| 四川省 | 2001年   | 成都市   | 绵阳市   | 德阳市   | 眉山市   | 乐山市   | 资阳市   | 内江市   | 自贡市           | 遂宁市           | 广安市   |          |          |          |          |          |          |  |
| 四川省 | 2005年   | 宜宾市   | 泸州市   | 南充市   | 达州市   |          |          |          |                  |                  |          |          |          |          |          |          |          |  |
| 四川省 | 2011年   | 雅安市   |          |          |          |          |          |          |                  |                  |          |          |          |          |          |          |          |  |

1. 1 2  2011年10月，万盛区与綦江县合并为綦江区。

### 成渝城市群
在2016年《成渝城市群发展规划》中，成渝城市群的具体范围包括：
重庆市
渝中、万州、黔江、涪陵、大渡口、江北、沙坪坝、九龙坡、南岸、北碚、綦江、大足、渝北、巴南、长寿、江津、合川、永川、南川、潼南、铜梁、荣昌、璧山、梁平、丰都、垫江、忠县、开县部分地区、云阳部分地区。
四川省
成都市：锦江区、青羊区、成华区、金牛区、武侯区、龙泉驿区、青白江区、新都区、温江区、双流区、郫都区、新津区、都江堰市、邛崃市、崇州市、彭州市、简阳市，大邑县、蒲江县、金堂县
绵阳市：涪城区、游仙区、安州区，江油市，三台县、盐亭县、梓潼县
德阳市：旌阳区、罗江区，广汉市、什邡市、绵竹市，中江县
资阳市：雁江区，安岳县、乐至县
眉山市：东坡区、彭山区，仁寿县、洪雅县、丹棱县、青神县
乐山市：市中区、沙湾区、五通桥区、金口河区，峨眉山市，犍为县、井研县、夹江县、沐川县，峨边彝族自治县、马边彝族自治县
内江市：市中区、东兴区，隆昌市，威远县、资中县
自贡市：自流井区、贡井区、大安区、沿滩区，荣县、富顺县
遂宁市：船山区、安居区，射洪市，蓬溪县、大英县
广安市：广安区、前锋区，华蓥市，岳池县、武胜县、邻水县
宜宾市：翠屏区、南溪区、叙州区，江安县、长宁县、高县、珙县、筠连县、兴文县、屏山县
泸州市：江阳区、纳溪区、龙马潭区，泸县、合江县、叙永县、古蔺县
南充市：顺庆区、高坪区、嘉陵区，阆中市，南部县、营山县、仪陇县、蓬安县、西充县
达州市：通川区、达川区，宣汉县、开江县、大竹县、渠县
雅安市：雨城区、名山区，荥经县、汉源县、石棉县、芦山县

## 定位与布局
根据《成渝城市群发展规划》，成渝城市群将根据资源环境承载能力，优化提升核心地区，培育发展潜力地区，促进要素聚集，形成集约高效、疏密有致的空间开发格局，建设引领西部开发开放的国家级城市群。

### 定位
立足西南、辐射西北、面向欧亚，高水平建设现代产业体系，高品质建设人居环境，高层次扩大对内对外开放，培育引领西部开发开放的国家级城市群，强化对“一带一路”建设、长江经济带发展、西部大开发等国家战略的支撑作用。围绕上述总体定位，加快在以下发展定位上实现突破：
- 全国重要的现代产业基地
- 西部创新驱动先导区
- 内陆开放型经济战略高地
- 统筹城乡发展示范区
- 美丽中国的先行区

### 空间格局
发挥重庆和成都双核带动功能，重点建设成渝发展主轴、沿长江和成德绵乐城市带，促进川南、南遂广、达万城镇密集区加快发展，提高空间利用效率，构建“一轴两带、双核三区”空间发展格局。
一轴
- 成渝发展主轴：重庆两江新区、四川天府新区、资阳、遂宁、内江、永川、大足、荣昌、潼南、铜梁、璧山等

两带
- 沿江城市带：重庆、泸州、宜宾、江津、长寿、涪陵、丰都、忠县、万州
- 成德绵乐城市带：成都、绵阳、德阳、乐山、眉山

双核
- 重庆核心
- 成都核心

三区
- 川南城镇密集区：自贡、内江、泸州、宜宾的市区和部分县（市）
- 南遂广城镇密集区：南充、遂宁、广安的市区和部分县（市）
- 达万城镇密集区：达州市部分地区、万州、开县和云阳部分地区

### 城市规模结构
以强化重庆、成都辐射带动作用为基础，以培育区域中心城市为重点，以建设中小城市和重点小城镇为支撑，优化城市规模结构。
区域中心城市
- 渝东北区域中心、长江经济带重要节点城市：万州
- 渝东南区域中心、武陵山区重要经济中心：黔江
- 成都平原区域中心城市、宝成－成昆发展轴带向北和向南辐射的空间节点：绵阳、乐山
- 川东北区域中心城市：南充
- 川南区域中心城市：泸州、宜宾

重要节点城市
小城市与小城镇

### 川渝毗邻地区合作发展
在川渝毗邻地区率先打破行政壁垒，创新体制机制，打通“断头路”构建跨界快速交通通道，合作共建产业园区，加快推进医疗、教育、社保等公共服务对接，促进基础条件好、发展潜力大、经济联系比较紧密的省际交界地区融合发展。
- 广安、合川、北碚
- 江津、永川、泸州
- 铜梁、潼南、资阳
- 荣昌、内江、大足

## 经济
成渝经济区地处中国西南，北接陕甘，南连云贵，西通青藏，东邻湘鄂，是中国西部经济最发达的区域，也是西部最重要的经济中心。较之于西部其它地区，成渝经济区所包含区县市社会发展基础良好，自然生态条件相对优越，具有很大的发展容量和潜力，是中国西部大开发的重点地区。
成渝经济区人口超过9000万，是中国经济区中人口最多，同时也是人口密集程度最高的区域之一。成渝经济区拥有2个特大型城市、6个大城市、众多中小城市和小城镇，城镇人口4046万，城镇化率43.8%。区域双核重庆、成都两市是中国西部主要的经济增长极，其城市规模、经济实力、人才水平、基础建设均不逊于沿海城市。两市也是西部地区工业重镇及高新技术产业的主要聚集地。目前，成渝经济区经济增长速度超过了长三角地区、珠三角地区和环渤海地区，成为目前中国经济增长最快的城市带。
2018年四川和重庆的地区生产总值合计超过6万亿元。成渝城市群人口和经济总量都分别占川渝两地总和的90%左右。2014年，成渝地区生产总值占全国的5.49%，2018年这一比例提升至6.6%左右。

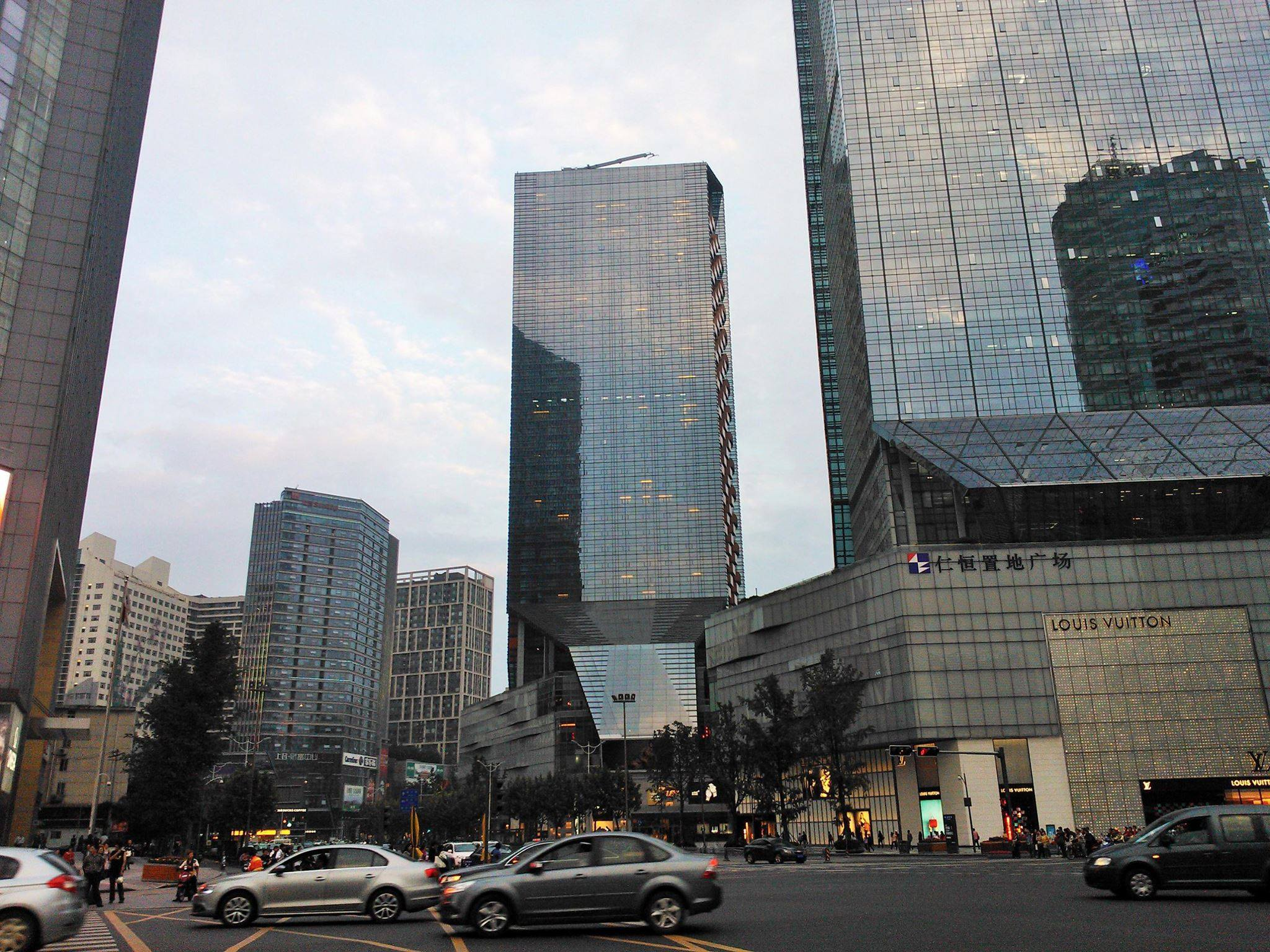
成都市人民南路（紅照壁）
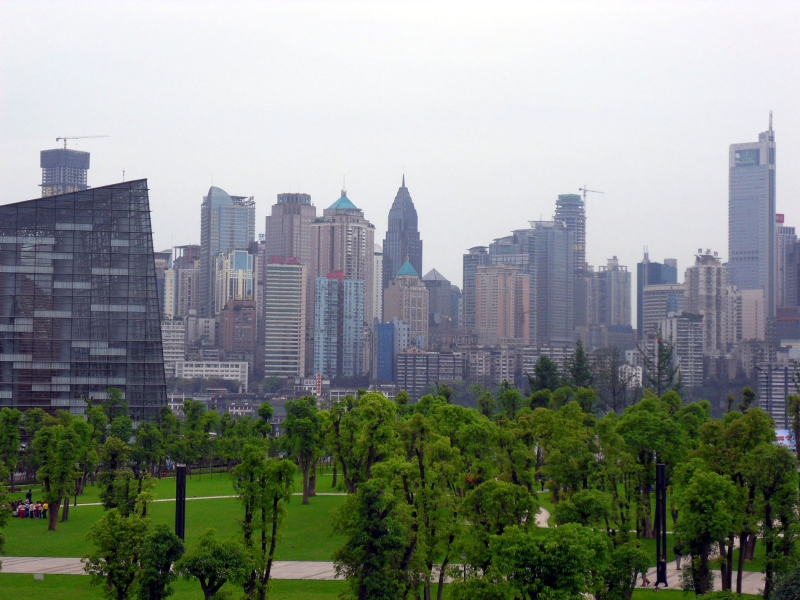
重庆解放碑中央商务区
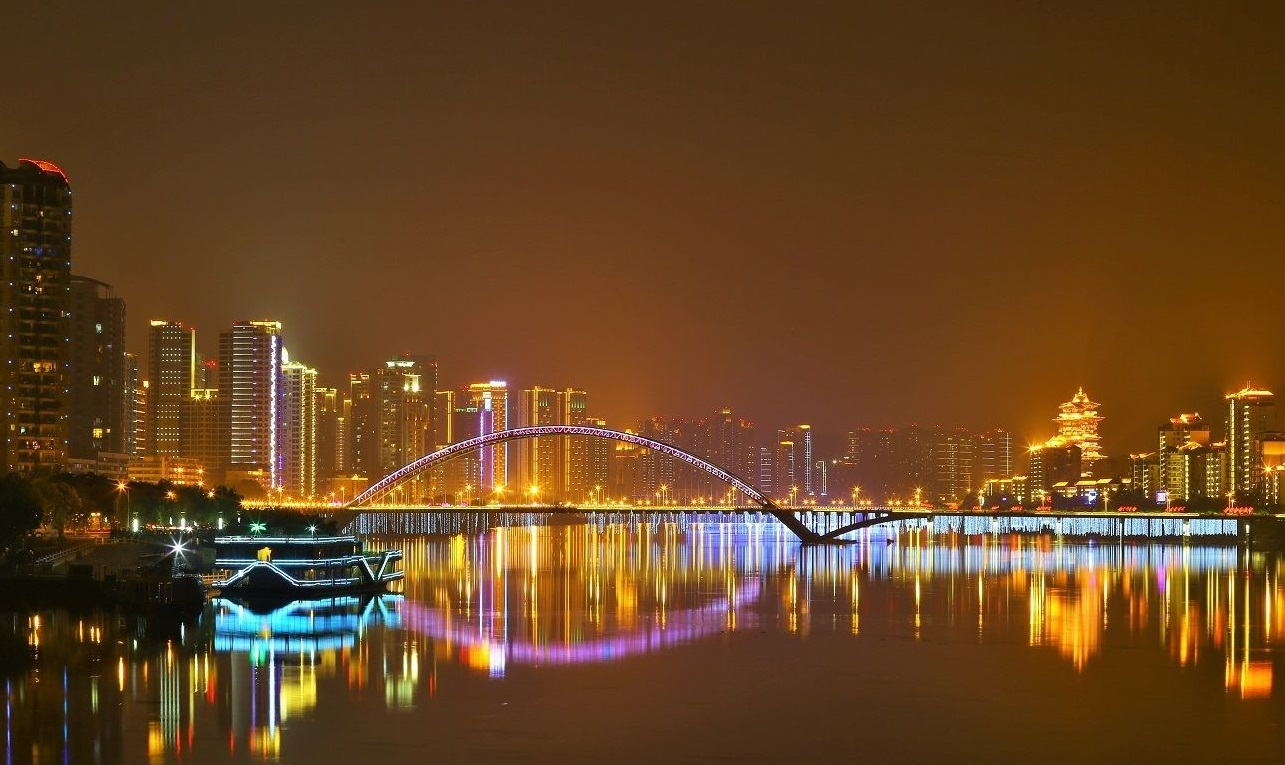
绵阳市区夜景
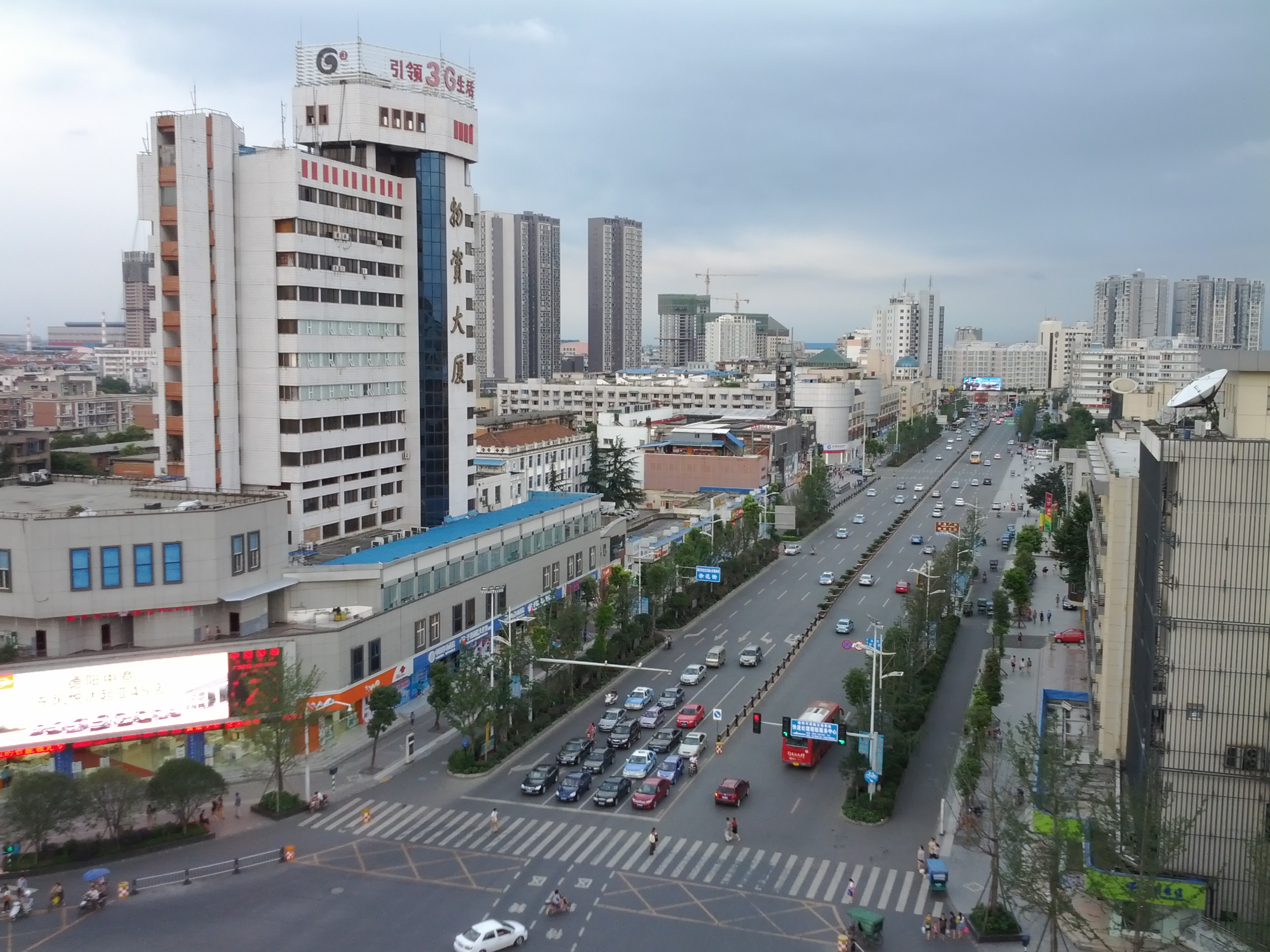
德阳市市区
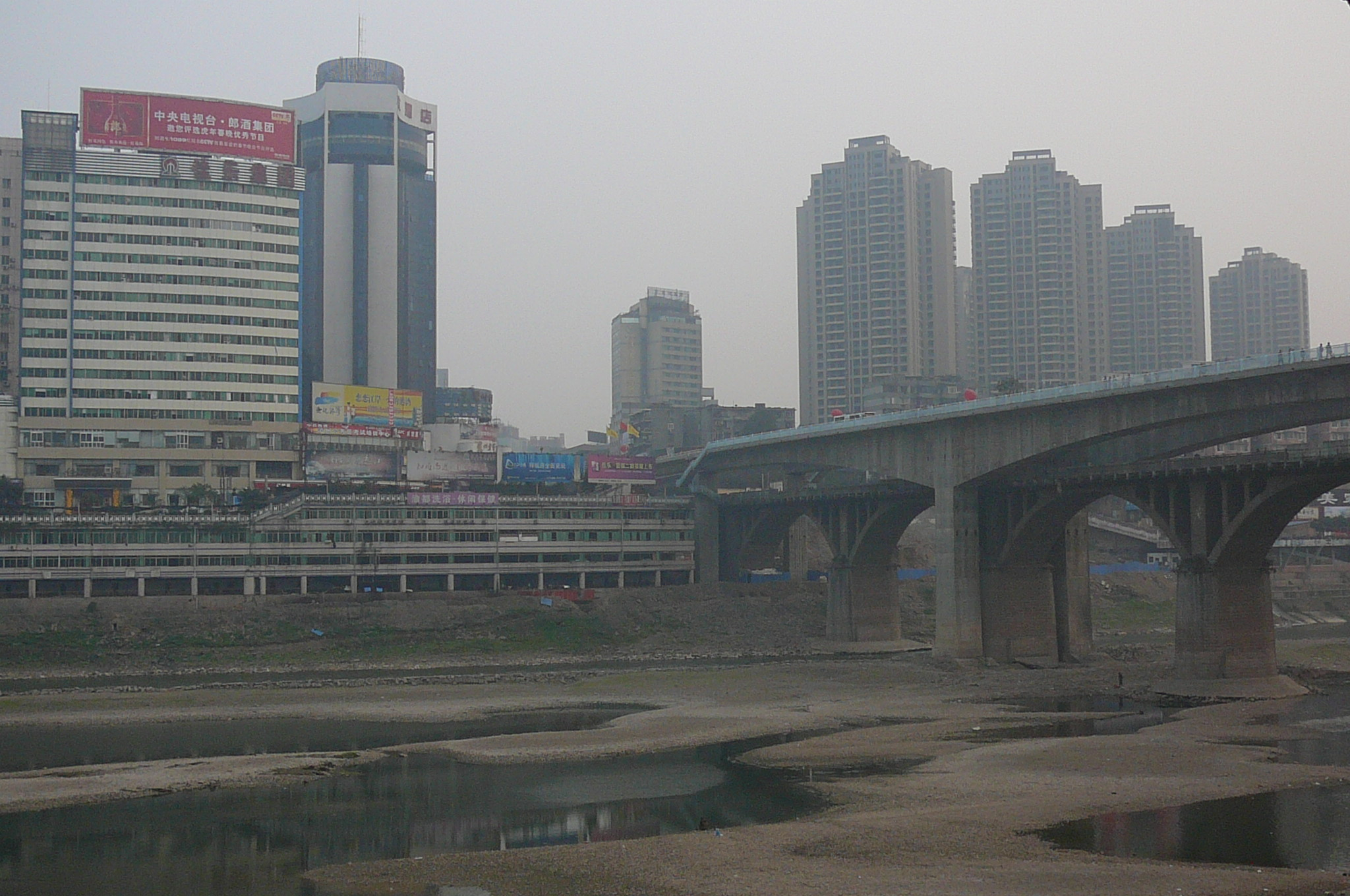
泸州市市区

## 交通
成渝经济区是中国西部地区中交通枢纽港站较密集、交通路网较发达的地区。

### 铁路
- 铁路干线：成渝线、宝成线、成昆线、达成线、遂渝线、襄渝线、川黔线、渝怀线、内六线、达万线、宜万线
- 干线快速铁路：成渝高铁、成渝中線高速铁路、成贵客运专线、西成客运专线、沪渝蓉高速铁路、兰渝铁路、渝利铁路
- 铁路支线：成汶线、广岳线、德天线、资威线、归连线、宜珙线、金筠线、隆泸线、三万线、万南线
- 市域铁路：成都市域铁路（成灌线、成蒲线）、重庆市郊铁路
- 主要铁路枢纽：成都铁路枢纽、重庆铁路枢纽
- 主要铁路车站：成都站、成都东站、成都北站、成都西站、八里站、重庆站、重庆北站、重庆西站、重庆南站、内江站、内江北站、绵阳北站、绵阳站、达州站、广安站、南充北站、南充站、宜宾站、宜宾南站

### 公路
- 国道： 210国道、 212国道、 213国道、 317国道、 318国道、 319国道、 321国道
- 国家高速公路： 京昆高速、 成乐高速、 沪蓉高速、 蓉遵高速、 蓉昌高速、 沪渝高速、 渝蓉高速、 包茂高速、 兰海高速、 银昆高速、 成渝环线高速、 成都绕城高速、 重庆绕城高速
- 地区高速公路： 成名高速、 成万渝高速、 三环高速、 遂宜毕高速、 隆得高速、 荣大高速

- 国家公路运输枢纽：成都、重庆、永川、大足、榮昌、璧山、泸州、宜宾、内江、南充、广安、雅安、泸州、达州、万州

### 航空
- 通航机场：成都双流国际机场、成都天府国际机场、重庆江北国际机场、绵阳南郊机场、宜宾五糧液机场、南充高坪机场、万州五桥机场、泸州云龙机场、達州金埡機場

### 水运
- 主要通航河道：长江、嘉陵江、乌江、岷江、渠江、沱江
- 主要港口：重庆港、万州港、涪陵港、江津港、宜宾港、泸州港、乐山港、南充港、广安港

### 城市轨道交通
- 主要城市轨道交通：重庆轨道交通、成都轨道交通

### 管道
- 兰成渝成品油输油管道